# Kamil Glik
Kamil Jacek Glik, né le 3 février 1988 à Jastrzębie Zdrój en Pologne, est un footballeur international polonais. Il occupe actuellement le poste de défenseur central au KS Cracovie.
Il possède également la nationalité allemande, l'un de ses grands-pères étant originaire de Haute-Silésie. Son nom y est orthographié Glück,.

## Biographie

### Débuts en Pologne
Glik, après avoir fréquenté plusieurs petits clubs polonais, rejoint en 2006 l'Espagne et Pilar de la Horadada. Après quelques mois, il est repéré par la prestigieuse équipe du Real Madrid, tout comme son compatriote Krzysztof Król, et intègre la troisième équipe du club. Il y joue moins d'une vingtaine de matches.

### Carrière en club

#### Piast Gliwice (2008-2010)
Il retourne au pays en 2008, au Piast Gliwice, avec qui il signe un contrat portant sur quatre années.
Rapidement, il se fait une place dans le onze de départ, et dispute match sur match en Ekstraklasa, découverte pour la première fois par le club. Il est même supervisé par plusieurs clubs allemands, comme l'Arminia Bielefeld ou Hambourg. Finalement, il reste à Gliwice, et joue toutes les rencontres de championnat dans leur intégralité. La saison suivante est similaire pour Glik, qui joue toujours un rôle important dans son équipe. Son club est lui aussi toujours contacté par plusieurs clubs européens, comme Fulham qui lui transmet une offre d'un million de livres. Régulièrement appelé chez les équipes de jeunes polonaises, Glik est sélectionné pour la première fois avec les séniors lors de la King's Cup. Le 20 janvier, il dispute son premier match – toutefois non officiel – face à la Thaïlande, et marque même le premier but du match. Il devient ainsi le premier joueur du Piast à porter les couleurs de l'équipe nationale. Le 3 mars, il joue son premier match officiel avec la Pologne, contre la Bulgarie.
À l'été 2010, il annonce négocier avec le Panathinaïkos, puis passer sa visite médicale à Palerme,.

#### Palerme (2010-2011)

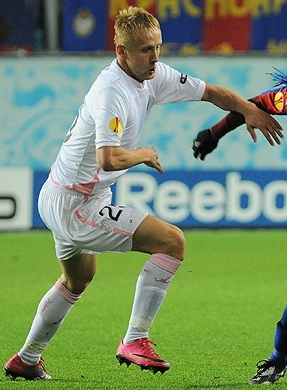
Lors de CSKA Moscou – US Palerme, le 4 novembre 2010 en Ligue Europa.

Le 7 juillet 2010, Glik signe un contrat de cinq ans avec Palerme,, et remplace Simon Kjær, parti à Wolfsburg,. Il succède ainsi à Radoslaw Matusiak, dernier Polonais à avoir rejoint le championnat italien et le club rosanero, en 2007. Contre Maribor le 19 août, il joue son premier match avec Palerme, et est titularisé en Ligue Europa. C'est aussi son premier en compétition européenne. Cependant, il doit se contenter de ces rencontres de Ligue Europa, n'étant pas utilisé en championnat. Lors du mercato hivernal, il est prêté pour six mois à Bari, bon dernier de Série A.
De retour par la suite à Palerme, il est cédé le 12 juillet 2011 au Torino, selon un accord de copropriété.

#### Torino (2011-2016)
Le 12 juillet 2011, après avoir déjà visité le camp d'entraînement de Turin, il est transféré au Torino, en Serie B, pour un montant de 300 000 euros.
Il a fait ses débuts le 13 août à Turin contre Lumezzane (1-0) dans le deuxième tour de la Coupe d'Italie, en tant que titulaire. Il inscrit son premier but pour les Turinois en ligue, face à Reggina, plus tard suspendu en raison du mauvais temps où son club s'impose tout de même. À la fin de la saison, l'équipe est promue en Serie A, après avoir participé à 23 matchs de championnat pour 2 buts et un en Coppa Italia.
Le 31 octobre 2012, il marque son premier but en Serie A pendant la dixième journée du championnat contre la Lazio, d'une reprise de la tête à la suite d'un corner mais les Romains arrachent le nul 1-1.  Il joue son premier derby durant la saison 2012-2013, participant aux deux matchs et devenant le seul joueur du championnat à être expulsé sur les deux matchs du derby. Il devient une idole pour les dans de Torino. Le 20 juin, Torino acquit son contrat restant de Palerme pour un montant de  1,5 million d'euros, étant maintenant le seul propriétaire du Polonais.
Au début de la saison 2013-2014, Glik est nommé capitaine de l'équipe après le départ de Rolando Bianchi. Le 9 décembre 2013, il inscrit le but de la victoire à domicile contre la Lazio. Le 25 mai 2014, il renouvelle son contrat jusqu'en 2017. Il finit la saison avec 34 matchs et deux buts de championnat , qui se conclut avec une qualification de Torino à la Ligue Europa après que Parme ne soit pas parvenu à obtenir une licence de l'UEFA.
Le 31 juillet 2014, il fait ses débuts avec les Granata en compétition internationale, jouant le premier match de qualification de la Ligue Europa, pour une victoire 3-0 des italiens face au club suédois IF Brommapojkarna. Le 24 septembre 2014, lors d'un match à l’extérieur contre Cagliari, il marque le but égalisateur pour son centième match sous les couleurs turinoises et permet à son équipe de gagner 2-1.
Le 21 décembre 2014 au Stadio Olimpico de Turin, il inscrit son premier doublé en Serie A durant la victoire 2-1 face à Gênes. Le 10 janvier 2015, il marque le but du nul face à Milan (1-1). Le 1er mars, il trouve encore le chemin des filets et permet à son équipe de s'imposer contre Naples. Il est considéré comme le poumon de l'équipe apportant sa puissance physique et son sens du but. Glik est le défenseur le plus prolifique d'Europe du début d'année 2015 avec six buts en championnat.

#### AS Monaco (2016-2020)
Le 4 juillet 2016, il s'engage pour quatre saisons avec l'AS Monaco pour un montant avoisinant les 11 millions d'euros .
En 2017, il est demi-finaliste de la Ligue des champions, demi-finaliste de la Coupe de France, finaliste de la Coupe de la Ligue et vainqueur du championnat de France de Ligue 1.
Le 13 juillet 2017, il prolonge son contrat d'une année supplémentaire, il est désormais lié avec l'AS Monaco jusqu'en 2021.
À l'issue de la saison 2019-2020, il totalise 167 rencontres et 14 buts, toutes compétitions confondues, sous le maillot rouge et blanc.

#### Retour en Italie (2020-2023)
Le 11 août 2020, il retourne en Italie après quatre années à Monaco pour s'engager avec Benevento. Il joue son premier match le 26 septembre 2020, lors d'une rencontre de championnat face à la Sampdoria de Gênes. Il est titularisé lors de cette rencontre qui se solde par la victoire de son équipe (2-3). Il inscrit son premier but le 3 avril 2021 contre le Parme Calcio 1913, en championnat. Les deux équipes se neutralisent ce jour-là (2-2).
Le 10 novembre 2022, il est sélectionné par Czesław Michniewicz pour participer à la Coupe du monde 2022.

#### KS Cracovie
Le 30 août 2023, Kamil Glik fait son retour dans son pays natal en s'engagent avec le KS Cracovie. Il signe un contrat courant jusqu'en juin 2025.

## Statistiques détaillées

### En club
| Saison                | Club                  | Championnat           | Championnat | Championnat | Coupe nationale | Coupe nationale | Coupe de la Ligue | Coupe de la Ligue | Supercoupe | Supercoupe | Compétition(s) continentale(s) | Compétition(s) continentale(s) | Compétition(s) continentale(s) | Pologne | Pologne | Total | Total |
| Saison                | Club                  | Division              | M.          | B.          | M.              | B.              | M.                | B.                | M.         | B.         | Comp.                          | M.                             | B.                             | M.      | B.      | M.    | B.    |
| 2008-2009             | Piast Gliwice         | Ekstraklasa           | 26          | 0           | 6               | 0               | -                 | -                 | -          | -          | -                              | -                              | -                              | -       | -       | 32    | 0     |
| 2009-2010             | Piast Gliwice         | Ekstraklasa           | 28          | 2           | 1               | 0               | -                 | -                 | -          | -          | -                              | -                              | -                              | 5       | 1       | 34    | 3     |
| Sous-total            | Sous-total            | Sous-total            | 54          | 2           | 7               | 0               | -                 | -                 | -          | -          | -                              | -                              | -                              | 5       | 1       | 66    | 3     |
| 2010-2011             | US Palerme            | Serie A               | -           | -           | -               | -               | -                 | -                 | -          | -          | C3                             | 4                              | 0                              | 2       | 0       | 6     | 0     |
| 2010-2011             | AS Bari (prêt)        | Serie A               | 16          | 0           | 1               | 0               | -                 | -                 | -          | -          | -                              | -                              | -                              | 2       | 0       | 19    | 0     |
| 2011-2012             | Torino FC             | Serie B               | 23          | 2           | 1               | 0               | -                 | -                 | -          | -          | -                              | -                              | -                              | 2       | 0       | 26    | 2     |
| 2012-2013             | Torino FC             | Serie A               | 32          | 1           | 1               | 0               | -                 | -                 | -          | -          | -                              | -                              | -                              | 7       | 1       | 40    | 2     |
| 2013-2014             | Torino FC             | Serie A               | 34          | 2           | 1               | 0               | -                 | -                 | -          | -          | -                              | -                              | -                              | 6       | 0       | 41    | 2     |
| 2014-2015             | Torino FC             | Serie A               | 32          | 7           | 1               | 0               | -                 | -                 | -          | -          | C3                             | 11                             | 1                              | 7       | 1       | 51    | 9     |
| 2015-2016             | Torino FC             | Serie A               | 33          | 0           | 2               | 0               | -                 | -                 | -          | -          | -                              | -                              | -                              | 15      | 0       | 50    | 0     |
| Sous-total            | Sous-total            | Sous-total            | 154         | 12          | 6               | 0               | -                 | -                 | -          | -          | -                              | 11                             | 1                              | 37      | 2       | 208   | 15    |
| 2016-2017             | AS Monaco             | Ligue 1               | 36          | 6           | 1               | 1               | 3                 | 0                 | -          | -          | C1                             | 13                             | 1                              | 5       | 0       | 58    | 8     |
| 2017-2018             | AS Monaco             | Ligue 1               | 36          | 3           | 1               | 0               | 4                 | 0                 | 1          | 0          | C1                             | 6                              | 1                              | 9       | 1       | 57    | 5     |
| 2018-2019             | AS Monaco             | Ligue 1               | 33          | 1           | 1               | 0               | 2                 | 0                 | 1          | 0          | C1                             | 5                              | 0                              | 8       | 1       | 50    | 2     |
| 2019-2020             | AS Monaco             | Ligue 1               | 23          | 1           | 1               | 0               | -                 | -                 | -          | -          | -                              | -                              | -                              | 5       | 0       | 29    | 1     |
| Sous-total            | Sous-total            | Sous-total            | 128         | 11          | 4               | 1               | 9                 | 0                 | 2          | 0          | -                              | 24                             | 2                              | 27      | 2       | 194   | 16    |
| 2020-2021             | Benevento Calcio      | Serie A               | 36          | 2           | 1               | 0               | -                 | -                 | -          | -          | -                              | -                              | -                              | 13      | 1       | 50    | 3     |
| 2021-2022             | Benevento Calcio      | Serie B               | 26          | 0           | 2               | 0               | -                 | -                 | -          | -          | -                              | -                              | -                              | 10      | 0       | 38    | 0     |
| 2022-2023             | Benevento Calcio      | Serie B               | 18          | 0           | 1               | 1               | -                 | -                 | -          | -          | -                              | -                              | -                              | 7       | 0       | 26    | 1     |
| Sous-total            | Sous-total            | Sous-total            | 80          | 2           | 4               | 1               | 0                 | 0                 | -          | -          | -                              | -                              | -                              | 30      | 1       | 114   | 4     |
| 2023-2024             | KS Cracovie           | Ekstraklasa           | 13          | 2           | 1               | 0               | -                 | -                 | -          | -          | -                              | -                              | -                              | -       | -       | 14    | 2     |
| 2024-2025             | KS Cracovie           | Ekstraklasa           | 9           | 0           | -               | -               | -                 | -                 | -          | -          | -                              | -                              | -                              | -       | -       | 9     | 0     |
| Sous-total            | Sous-total            | Sous-total            | 22          | 2           | 1               | 0               | -                 | -                 | -          | -          | -                              | -                              | -                              | -       | -       | 23    | 2     |
| Total sur la carrière | Total sur la carrière | Total sur la carrière | 454         | 29          | 23              | 2               | 9                 | 0                 | 2          | 0          | -                              | 39                             | 3                              | 103     | 6       | 630   | 40    |

### En équipe nationale
| Sélection | Année | Statistiques | Statistiques |
| Sélection | Année | Matchs       | Buts         |
| --------- | ----- | ------------ | ------------ |
| Pologne A | 2010  | 7            | 1            |
| Pologne A | 2011  | 4            | 0            |
| Pologne A | 2012  | 4            | 1            |
| Pologne A | 2013  | 7            | 0            |
| Pologne A | 2014  | 7            | 1            |
| Pologne A | 2015  | 8            | 0            |
| Pologne A | 2016  | 13           | 0            |
| Pologne A | 2017  | 6            | 1            |
| Pologne A | 2018  | 8            | 0            |
| Pologne A | 2019  | 9            | 1            |
| Total     | Total | 73           | 5            |

Mis à jour le 20 novembre 2019

#### Buts internationaux
| Buts en sélection de Kamil Glik | Buts en sélection de Kamil Glik | Buts en sélection de Kamil Glik          | Buts en sélection de Kamil Glik | Buts en sélection de Kamil Glik | Buts en sélection de Kamil Glik | Buts en sélection de Kamil Glik   | Buts en sélection de Kamil Glik |
| #                               | Date                            | Lieu                                     | Adversaire                      | Score                           | Résultat                        | Compétition                       |                                 |
| ------------------------------- | ------------------------------- | ---------------------------------------- | ------------------------------- | ------------------------------- | ------------------------------- | --------------------------------- | ------------------------------- |
| 1.                              | 20 janvier 2010                 | 80th Birthday Stadium, Nakhon Ratchasima | Thaïlande                       | 0-1                             | 1-3                             | King's Cup 2010                   |                                 |
| 2.                              | 17 octobre 2012                 | Stade national, Varsovie                 | Angleterre                      | 1-1                             | 1-1                             | Éliminatoires Coupe du monde 2014 |                                 |
| 3.                              | 14 novembre 2014                | Stade Boris-Paichadze, Tbilissi          | Géorgie                         | 0-1                             | 0-4                             | Éliminatoires Euro 2016           |                                 |
| 4.                              | 4 septembre 2017                | Stade national, Varsovie                 | Kazakhstan                      | 2-0                             | 3-0                             | Éliminatoires Coupe du monde 2018 |                                 |
| 5.                              | 24 mars 2019                    | Stade national, Varsovie                 | Lettonie                        | 2-0                             | 2-0                             | Éliminatoires Euro 2020           |                                 |

## Palmarès

### En club
AS Monaco
- Ligue 1
  - Vainqueur : 2017
  - Vice-champion : 2018
- Coupe de la Ligue
  - Finaliste : 2017 et 2018
- Trophée des Champions
  - Finaliste : 2017 et 2018

Torino FC
- Serie B
  - Vice-champion : 2012

### Distinctions individuelles
- Membre de l'équipe type du championnat de France en 2017